# Jean Rogers

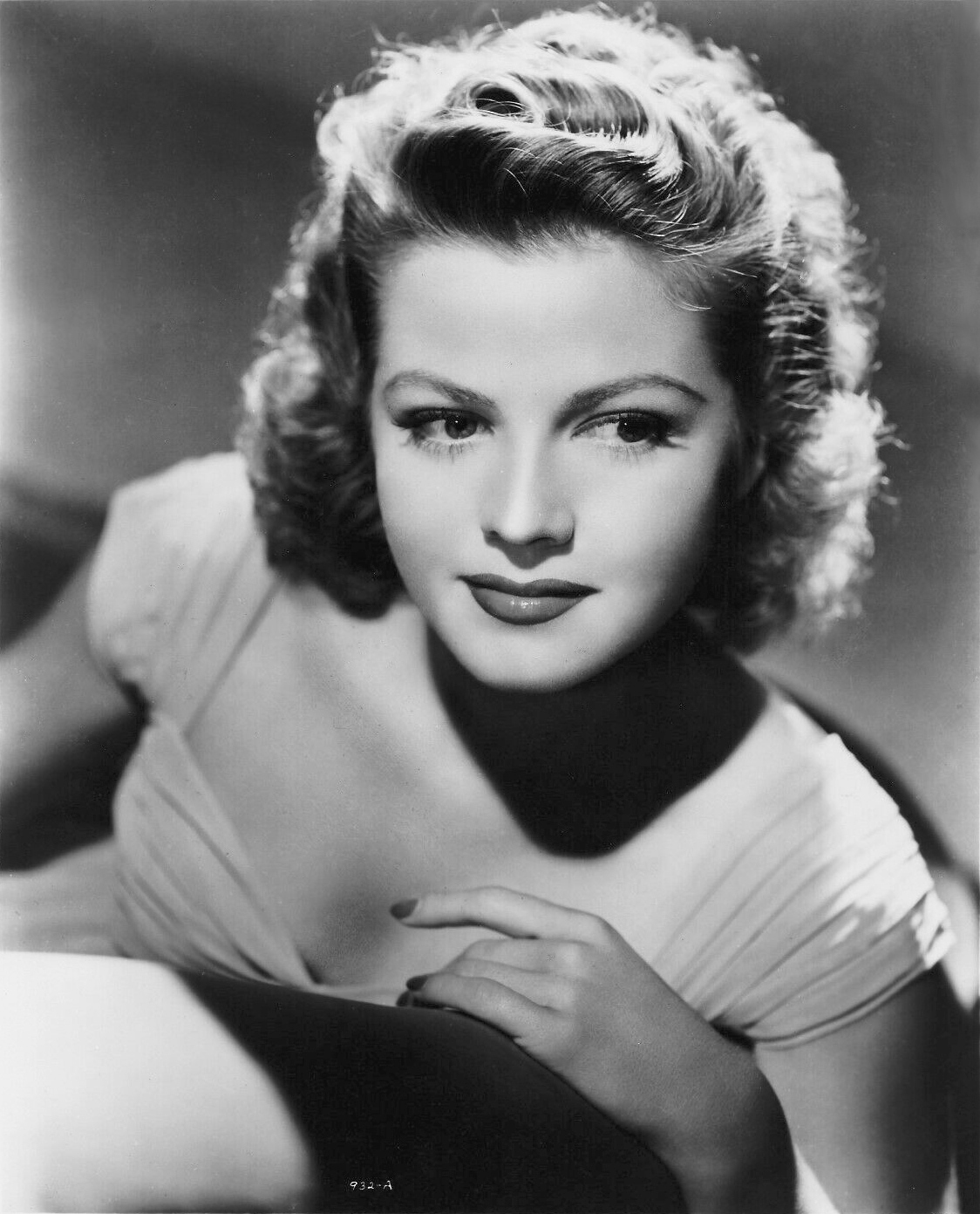
Jean Rogers.

Jean Rogers, född 25 mars 1916 i Belmont, Massachusetts, död 24 februari 1991 i Sherman Oaks, Kalifornien, var en amerikansk skådespelare. Rogers kändaste roll var som Dale Arden i två filmer om Blixt Gordon på 1930-talet. I övrigt medverkade hon mest i b-filmer och lämnade Hollywood 1950.

## Filmografi, urval
- 1936 – Blixt Gordon
- 1936 – Vildmarkens son
- 1937 – Nattens gåta
- 1938 – Blixt Gordon i nya världar
- 1940 – Mormonernas kamp
- 1941 – Hennes svaga punkt
- 1942 – Den hemliga signalen
- 1942 – Kriget mot mrs. Hadley
- 1950 – Hatets eld